# Кастиљоне ин Теверина
Кастиљоне ин Теверина (итал. Castiglione in Teverina) је насеље у Италији у округу Витербо, региону Лацио.
Према процени из 2011. у насељу је живело 1995 становника. Насеље се налази на надморској висини од 254 м.

## Становништво
Према резултатима пописа становништва 2011. у општини је живело 2.385 становника.
| 1936. | 1951. | 1961. | 1971. | 1981. | 1991. | 2001. | 2011. |
| ----- | ----- | ----- | ----- | ----- | ----- | ----- | ----- |
| 2.364 | 2.393 | 2.320 | 2.062 | 2.341 | 2.321 | 2.261 | 2.385 |

## Партнерски градови
- Ланшкроун